# Benjamin (phim 2018)
Benjamin là một bộ phim hài kịch năm 2018 của Anh, được viết và đạo diễn bởi Simon Amstell. Phim có sự tham gia của Colin Morgan, Phénix Brossard, Joel Fry, Jessica Raine, Jack Rowan và Anna Chancellor. Bộ phim có âm nhạc gốc từ James Righton (của Klaxons). Nó kể câu chuyện về cuộc đấu tranh của một nhà làm phim sắp tới và tìm kiếm sự kết nối khi anh gặp một nhạc sĩ người Pháp đầy mê hoặc.
Bộ phim được Open Palm Films công bố vào năm 2017 và được công chiếu tại Liên hoan phim BFI London 2018. Nó được phát hành tại các rạp chiếu phim chọn lọc của Anh vào năm 2019.

## Diễn viên
- Colin Morgan vai Benjamin
- Anna Chancellor vai Tessa
- Phénix Brossard vai Noah
- Jack Rowan vai Harry
- Jessica Raine vai Billie
- Joel Fry vai Stephen